# 松村知勝
松村 知勝（まつむら ともかつ、1899年〈明治32年〉10月13日 - 1979年〈昭和54年〉5月7日）は、日本の陸軍軍人。最終階級は陸軍少将。

## 経歴
本籍福井県。松村法吉陸軍中将の長男として生まれる。東京府立四中、陸軍中央幼年学校予科、同校本科を経て、1921年（大正10年）7月、陸軍士官学校（33期）を卒業。同年10月、歩兵少尉に任官し歩兵第34連隊付となる。陸地測量部員などを経て、1928年（昭和3年）12月、陸軍大学校（40期）を卒業した。
参謀本部付勤務、参謀本部員、陸軍歩兵学校教官などを経て、1933年（昭和8年）2月、ポーランド・ソビエト連邦勤務となり、さらにポーランド兼ルーマニア公使館付武官補佐官を務めた。帰国後、1936年（昭和11年）3月、陸大教官となり、参謀本部員、参謀本部戦史課長・大本営研究班長などを歴任。1941年（昭和16年）3月、歩兵大佐に進級し、同年10月、参謀本部ロシア課長に就任した。
太平洋戦争中の1943年（昭和18年）8月、関東軍参謀に発令された。1945年（昭和20年）3月には陸軍少将に昇進。関東軍総参謀副長となり終戦を迎えた。
戦後はシベリア抑留となった。1946年（昭和21年）9月17日には草場辰巳、瀬島龍三とともにウラジオストクから空路東京へ護送され、ソ連側証人として出廷した。1948年（昭和23年）1月31日、公職追放仮指定を受けた。1949年（昭和24年）8月に重労働25年の判決を受け、1956年（昭和31年）12月に復員。

## 親族
- 妻 松村英子 石坂善次郎（陸軍中将）の三女。
- 弟 松村辰雄（陸軍中佐）
- 義兄 額田坦（陸軍中将）英子の姉の夫
- 義弟 樋口敬七郎（陸軍中将）

## 著書
- 『関東軍参謀副長の手記』芙蓉書房、1977年。